# تریمینگهم
تریمینگهم (به انگلیسی: Trimingham) یک روستا و محله مدنی در بریتانیا است که در North Norfolk واقع شده‌است. تریمینگهم ۲٫۳۳ کیلومتر مربع مساحت و ۴۸۵ نفر جمعیت دارد.